# Zapasy na Letnich Igrzyskach Olimpijskich 1972 – kategoria do 90 kg w stylu wolnym
Zmagania mężczyzn do 90 kg to jedna z dziesięciu męskich konkurencji w zapasach w stylu wolnym rozgrywanych podczas Letnich Igrzysk Olimpijskich 1972. Pojedynki w tej kategorii wagowej odbyły się w dniach 27 – 31 sierpnia.

## Zasady[1]
Punktacja opierała się na systemie „złych punktów karnych”. Zwycięzca otrzymywał zero punktów za wygraną przez "tusz" (łopatki) lub dyskwalifikację; pół punktu za przewagę techniczną, a jeden za zwycięstwo na punkty. Dwa punkty przyznawano za remis, a dwa i pół za remis i pasywność. Za porażkę na punkty zawodnik otrzymywał trzy punkty. Przegrana przez przewagę techniczną skutkowała 3,5 punktami karnymi, a za łopatki lub dyskwalifikację przyznawano 4 punkty karne. Uzyskanie sześciu lub więcej punktów eliminowało zapaśnika z turnieju. Najlepsza trójka walczyła w rundzie finałowej.

## Klasyfikacja[2]
| Pozycja | Nazwisko             | Kraj              |
| ------- | -------------------- | ----------------- |
| 1       | Ben Peterson         | Stany Zjednoczone |
| 2       | Giennadij Strachow   | ZSRR              |
| 3       | Károly Bajkó         | Węgry             |
| 4       | Rusi Petrow          | Bułgaria          |
| 5       | Bárbaro Morgan       | Kuba              |
| 5       | Reza Chorrami        | Iran              |
| 7       | Günter Spindler      | NRD               |
| 8       | Mehmet Güçlü         | Turcja            |
| 9       | Michel Grangier      | Francja           |
| 9       | Paweł Kurczewski     | Polska            |
| 11      | Ernst Knoll          | RFN               |
| 12      | Raúl García          | Meksyk            |
| 12      | Étienne Martinetti   | Szwajcaria        |
| 14      | Umberto Marcheggiani | Włochy            |
| 15      | Kwak Gwang-ung       | Korea Południowa  |
| 16      | George Saunders      | Kanada            |
| 17      | Ron Grinstead        | Wielka Brytania   |
| 17      | Ion Marton           | Rumunia           |
| 19      | Roland Andersson     | Szwecja           |
| 20      | Makoto Kamada        | Japonia           |
| 21      | Chandgi Ram          | Indie             |
| 21      | Alioune Camara       | Senegal           |
| 23      | Dżigdżidijn Mönchbat | Mongolia          |

## Wyniki

### Pierwsza runda[1]
| Zwycięzca          | Punkty karne | Wynik     | Przegrany            | Punkty karne |
| ------------------ | ------------ | --------- | -------------------- | ------------ |
| Károly Bajkó       | 0            | Łopatki   | Makoto Kamada        | 4            |
| Reza Chorrami      | 0            | Łopatki   | Étienne Martinetti   | 4            |
| Raúl García        | 0            | Łopatki   | Alioune Camara       | 4            |
| Ben Peterson       | 1            | Na punkty | Paweł Kurczewski     | 3            |
| George Saunders    | 0            | Łopatki   | Chandgi Ram          | 4            |
| Giennadij Strachow | 0,5          | Przewaga  | Roland Andersson     | 3,5          |
| Bárbaro Morgan     | 1            | Na punkty | Ion Marton           | 3            |
| Günter Spindler    | 0            | Łopatki   | Kwak Gwang-ung       | 4            |
| Michel Grangier    | 1            | Na punkty | Umberto Marcheggiani | 3            |
| Rusi Petrow        | 0            | Łopatki   | Ron Grinstead        | 4            |
| Mehmet Güçlü       | 1            | Na punkty | Dżigdżidijn Mönchbat | 3            |
| Ernst Knoll        | 0            | Bez walki |                      |              |

### Druga runda[1]
| Zwycięzca            | Punkty karne | Wynik       | Przegrany        | Punkty karne |
| -------------------- | ------------ | ----------- | ---------------- | ------------ |
| Károly Bajkó         | 1            | Na punkty   | Ernst Knoll      | 3            |
| Reza Chorrami        | 1            | Na punkty   | Makoto Kamada    | 7            |
| Étienne Martinetti   | 4            | Łopatki     | Alioune Camara   | 8            |
| Ben Peterson         | 1            | Łopatki     | Raúl García      | 4            |
| Paweł Kurczewski     | 4            | Na punkty   | George Saunders  | 3            |
| Giennadij Strachow   | 0,5          | Łopatki     | Chandgi Ram      | 8            |
| Bárbaro Morgan       | 2            | Na punkty   | Roland Andersson | 6,5          |
| Kwak Gwang-ung       | 5            | Na punkty   | Ion Marton       | 6            |
| Michel Grangier      | 2            | Na punkty   | Günter Spindler  | 3            |
| Umberto Marcheggiani | 5            | Remis       | Ron Grinstead    | 6            |
| Rusi Petrow          | 1            | Na punkty   | Mehmet Güçlü     | 4            |
| Dżigdżidijn Mönchbat |              | Wycofał się |                  |              |

### Trzecia runda[1]
| Zwycięzca        | Punkty karne | Wynik       | Przegrany            | Punkty karne |
| ---------------- | ------------ | ----------- | -------------------- | ------------ |
| Reza Chorrami    | 2            | Na punkty   | Ernst Knoll          | 6            |
| Károly Bajkó     | 1,5          | Przewaga    | Étienne Martinetti   | 7,5          |
| Paweł Kurczewski | 4,5          | Przewaga    | Raúl García          | 7,5          |
| Ben Peterson     | 3            | Remis       | Giennadij Strachow   | 2,5          |
| Bárbaro Morgan   | 2            | Łopatki     | Kwak Gwang-ung       | 9            |
| Günter Spindler  | 3,5          | Przewaga    | Umberto Marcheggiani | 8,5          |
| Rusi Petrow      | 1,5          | Przewaga    | Michel Grangier      | 5,5          |
| Mehmet Güçlü     | 4            | Bez walki   |                      |              |
| George Saunders  |              | Wycofał się |                      |              |

### Czwarta runda[1]
| Zwycięzca          | Punkty karne | Wynik     | Przegrany        | Punkty karne |
| ------------------ | ------------ | --------- | ---------------- | ------------ |
| Károly Bajkó       | 1,5          | Łopatki   | Mehmet Güçlü     | 8            |
| Ben Peterson       | 4            | Na punkty | Reza Chorrami    | 5            |
| Giennadij Strachow | 2,5          | Łopatki   | Paweł Kurczewski | 8,5          |
| Bárbaro Morgan     | 3            | Na punkty | Michel Grangier  | 8,5          |
| Günter Spindler    | 4,5          | Na punkty | Rusi Petrow      | 4,5          |

### Piąta runda[1]
| Zwycięzca          | Punkty karne | Wynik     | Przegrany       | Punkty karne |
| ------------------ | ------------ | --------- | --------------- | ------------ |
| Károly Bajkó       | 3,5          | Remis     | Reza Chorrami   | 7            |
| Ben Peterson       | 4            | Łopatki   | Bárbaro Morgan  | 7            |
| Giennadij Strachow | 3            | Przewaga  | Günter Spindler | 8            |
| Rusi Petrow        | 4,5          | Bez walki |                 |              |

### Szósta runda[1]
| Zwycięzca          | Punkty karne | Wynik     | Przegrany    | Punkty karne |
| ------------------ | ------------ | --------- | ------------ | ------------ |
| Ben Peterson       | 4            | Łopatki   | Rusi Petrow  | 8,5          |
| Giennadij Strachow | 4            | Na punkty | Károly Bajkó | 6,5          |

### Runda finałowa
| Zwycięzca    | Punkty karne | Wynik | Przegrany                                       | Punkty karne |
| ------------ | ------------ | ----- | ----------------------------------------------- | ------------ |
| Ben Peterson |              | Remis | Giennadij Strachow (zaliczony wynik z II rundy) |              |

- O złotym medalu zdecydowała liczba zwycięstw przez "łopatki"